# Diana Ross
Diana Ross (rojena kot Diane Ernestine Ross), ameriška pevka,  * 26. marec 1944, Detroit, ZDA. 
Ena izmed najuspešnejših glasbenic v glasbenem obdobju 70-tih in 80-tih. Njen največji hit je »Chain Reaction«. Sodelovala je pri ustvarjanju skladbe »We are The World« z Michaelom Jacksonom.
Sodelovala je tudi pri snemanju več filmov in bila za filmsko ter glasbeno ustvarjanje večkrat nagrajena.

## Albumi
Leto izida in ime albuma:
- 1970: Diana Ross
- 1970: Everything Is Everything
- 1971: Surrender
- 1973: Touch Me in the Morning
- 1973: Last Time I Saw Him
- 1976: Diana Ross
- 1977: Baby It's Me
- 1978: Ross
- 1979: The Boss
- 1980: Diana
- 1981: Why Do Fools Fall in Love
- 1982: Silk Electric
- 1983: Ross
- 1984: Swept Away
- 1985: Eaten Alive
- 1987: Red Hot Rhythm & Blues
- 1989: Workin' Overtime
- 1991: The Force Behind the Power
- 1995: Take Me Higher
- 1999: Every Day Is a New Day
- 2006: Blue
- 2006: I Love You